# Der Staatsanwalt
Der Staatsanwalt ist eine Fernsehkrimiserie von ZDF, SRF und ORF, die von 2005 bis 2025 erstausgestrahlt wurde.

## Allgemeines
Im ZDF wurden die Erstausstrahlungen der ersten Staffel (2005/2007) im Montagabendprogramm gezeigt, die der zweiten Staffel (2007) am Mittwochabend. Seit Staffel drei (2009) werden die Folgen im Freitagabendprogramm, in dem unter anderem auch die Serien Der Alte, Ein Fall für Zwei und Der Kriminalist gezeigt werden, ausgestrahlt. ORF 2 strahlt die Folgen zeitgleich mit dem ZDF aus; auf SRF 1 wurde Der Staatsanwalt jeweils als Dienstagabendkrimi gesendet.
Der Staatsanwalt startete am 10. Januar 2005 mit dem Spielfilm Henkersmahlzeit und war ursprünglich nicht als Serie gedacht. Aufgrund der hohen Einschaltquoten wurde am 15. Januar 2007 mit Glückskinder ein weiterer Fall in Spielfilmlänge ausgestrahlt. Bei beiden Filmen, die zusammen die erste Staffel bilden, führte Peter F. Bringmann die Regie.
Die zweite Staffel mit weiteren vier neuen Folgen, die 60 Minuten lang waren, wurde zwischen September 2007 und Oktober 2007 ausgestrahlt. Regie führte wieder Peter F. Bringmann. Bereits vor Beginn der Ausstrahlung der zweiten Staffel wurde eine dritte Staffel mit vier weiteren Folgen angekündigt, die sich im Januar 2009 anschloss. Regie führten hier Peter Fratzscher und Martin Kinkel. Die vierte Staffel mit wiederum vier neuen Folgen wurde zwischen Januar und Februar 2010 gesendet. Regie führten Martin Kinkel und Boris Keidies. Eine fünfte Staffel mit vier neuen Folgen wieder unter der Regie von Martin Kinkel wurde im Januar und Februar 2011 ausgestrahlt. Die sechste Staffel mit vier Folgen wurde ab Oktober 2011 ausgestrahlt, die sechs Folgen der siebten Staffel liefen im Januar und Februar 2012. Zwischen Januar und Februar 2013 wurde die achte Staffel mit sechs neuen Folgen ausgestrahlt, im Januar und Februar 2014 die neunte Staffel mit sechs Folgen, im Januar und Februar 2015 die zehnte Staffel mit acht Folgen, von Januar bis März 2016 die elfte Staffel mit acht Folgen. Von Januar bis Februar 2017 wurde die zwölfte Staffel ausgestrahlt. Die dreizehnte und vierzehnte Staffel wurden 2018 und 2019 jeweils von Januar bis März des Jahres gesendet.
Die Folgen haben eine Länge von 60 Minuten, mit Ausnahme der ersten beiden Folgen Henkersmahlzeit und Glückskinder, die in Spielfilmlänge (90 Minuten) produziert wurden. Im Januar 2019 wurde mit der Auftaktfolge Tödlich Wohnen der 14. Staffel eine weitere Folge in Spielfilmlänge gesendet. Auch die im Januar 2020 ausgestrahlte Auftaktfolge Null Toleranz der 15. Staffel wurde in Spielfilmlänge produziert.
Ende Januar 2024 kündigte Hunold an, dass er angesichts seines Alters mit der 20. Staffel 2025 aus der Serie aussteigen werde. Mit Hunolds Ausstieg endet auch die Serie.

## Handlung
Die Serie spielt in Wiesbaden. Bernd Reuther kehrte dorthin von Berlin zurück, wo er die letzten Jahre als Oberstaatsanwalt gearbeitet hat. Zehn Jahre war es her, dass er einen Unfall verursacht hat, bei dem eine Frau getötet und seine eigene Ehefrau schwer verletzt wurde. Sie lebt seitdem in einem Heim. In der dritten Episode wird sie bei einem Brandanschlag ermordet.
Reuther ermittelt bis zur Folge 7.2 zusammen mit seinem Sohn, Kriminalhauptkommissar Thomas Reuther. Zum Team gehören seit Beginn die Kriminalhauptkommissarin Kerstin Klar, die im weiteren Verlauf die Ehefrau Thomas Reuthers wird, und ab der Folge 7.3 Kriminalhauptkommissar Christian Schubert. Die Eheleute Reuther/Klar leben im späteren Verlauf der Folgen in Scheidung, ohne dass im Handlungsablauf der vorausgehenden Episoden ein Zerwürfnis erkennbar war. Thomas Reuther zieht sodann nach Eschwege. Laut zdf.de soll Thomas Reuther während einer Ermittlung eine Affäre mit einer kriminellen Zeugin eingegangen sein, woraufhin seine Frau sich von ihm getrennt habe. Nach seinem Wegzug bricht der Kontakt zu seinem Vater Bernd Reuther und seiner Exfrau Kerstin ab. Die Folgen selbst geben keine Erklärung und zeigen auch keine Entfremdung zwischen dem Ehepaar. Der Wechsel mit seinem Nachfolger Kriminalhauptkommissar Christian Schubert wird abrupt vollzogen. In der Folge 15.2 Rot wie Blut wird Schubert angeschossen und entscheidet daraufhin, den Außendienst zu verlassen und in die Verwaltung zu wechseln, auch in Anbetracht dessen, dass er bald Vater wird. Sein Nachfolger wird Oberkommissar Max Fischer. Fischer stirbt in Folge 18.1 Kontrollverlust, als er versucht, eine Angreiferin zu entwaffnen.
Oberstaatsanwalt Reuther ist immer nur für den aktuellen Fall zuständig und ermittelt immer wieder auch persönlich, indem er z. B., ohne die betroffenen Polizeibeamten zu involvieren, vor Ort Zeugen befragt. An seinem Schreibtisch ist er eher selten anzutreffen.
In der finalen Folge Zu allem entschlossen ermittelt Reuther gegen Sven Bensinger, den er 15 Jahre zuvor schon einmal hinter Gitter gebracht hat. Beim Versuch der Festnahme Bensingers durch die Ermittler Schröder, Witte und weitere Polizisten ist Reuther ebenfalls anwesend. Als Bensinger die als Geisel genommene Maja Schalko loslässt, schießt er unmittelbar danach auf Reuther und wird zeitgleich von Hauptkommissarin Schröder angeschossen. Reuther ist durch einen Herzschuss tödlich getroffen, bleibt aber noch einen Moment stehen, setzt sich dann hin, fasst sich unter die Jacke an die Brust und zieht seine Hand voller Blut hervor. Dann spricht er nach einem weiteren Moment erstaunt die Worte: „Es geht so schnell... ich meine... das Leben.“ und stirbt.

## Drehorte
Im Film befindet sich – abweichend von der Realität – das Büro des Staatsanwalts im Neuen Rathaus Wiesbaden am Schlossplatz. Die Innenaufnahmen von Bernd Reuthers Büro zeigen in Wirklichkeit Räumlichkeiten des Landesamts für Denkmalpflege im Schloss Biebrich. Spielszenen werden im Alleesaal Bad Schwalbach gedreht. Bei dem in jeder Folge von außen zu sehenden Polizeirevier handelte es sich bis zur Staffel 13 um ein leerstehendes Bürogebäude in der Hans-Bredow-Straße, seit Staffel 14 wird ein Bürogebäude in Mainz-Kastel (Peter-Sander-Straße 15) als Polizeistation verwendet.